# Elvis (flipperspel)
Elvis är ett flipperspel från 2004, utgivet av Stern. Baserat på sångaren Elvis Presley.
Soundtracket i spelet inkluderar flera Elvis-låtar C.C. Rider, Blue Suede Shoes, All Shook Up, Hound Dog, Jailhouse Rock, Heartbreak Hotel, samt Burning Love.
Noterbart innehåll i detta flipperspel är 5 drop targets och ett andra nivås-spelfält. 
En typ av leksak i spelet, är en mekanisk Elvis som dansar till musiken.